# Brahma (race de poule)
Pour les articles homonymes, voir Brahma.
La brahma est une race de grosse poule domestique créée aux États-Unis.

## Description

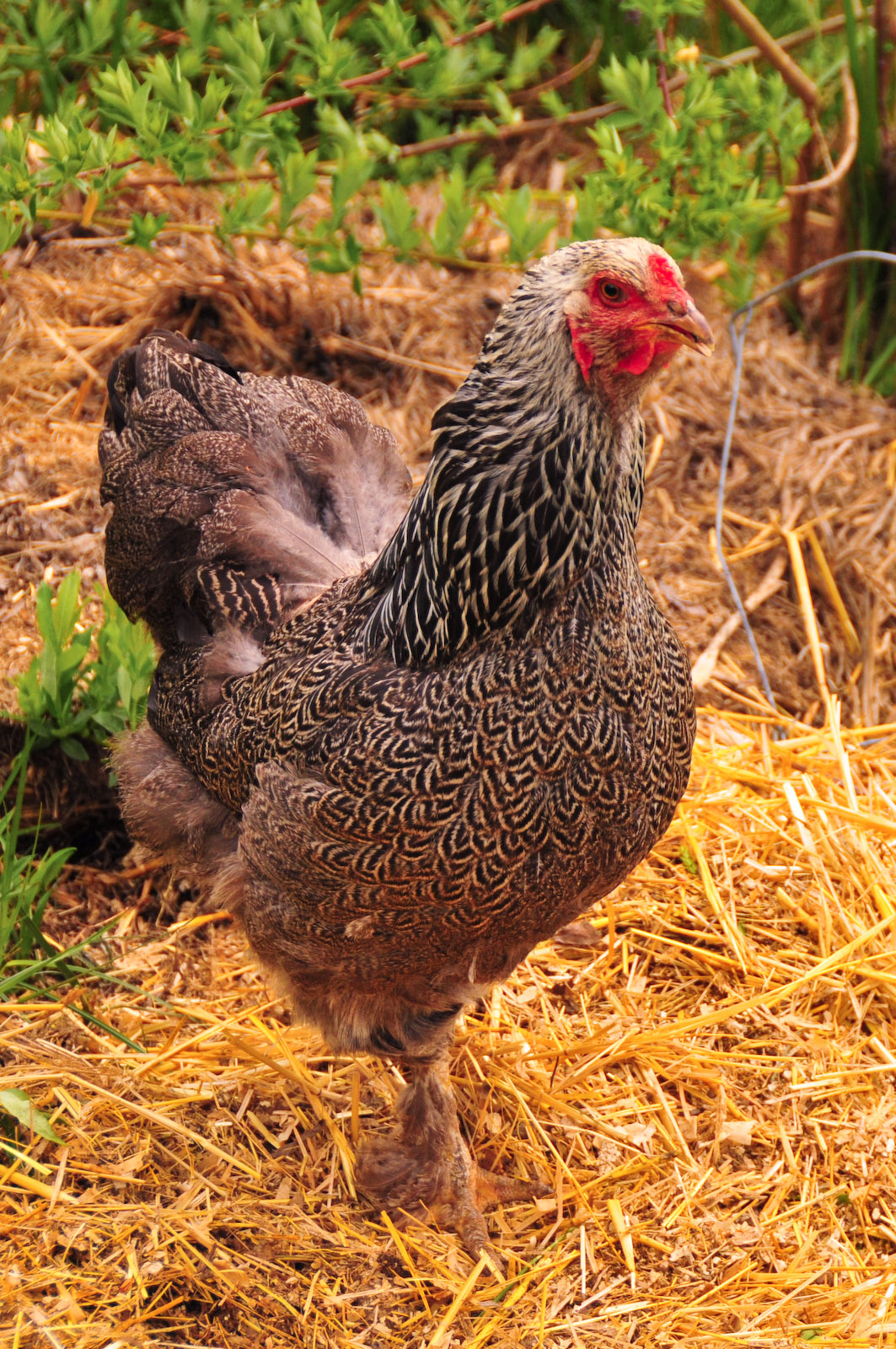
Poule perdrix argenté maillé grande race

La brahma est une des plus grosses races de poules.
D'une taille massive, elle donne une impression de force caractérisée par sa grande taille et sa forme très large, profonde, emplumée jusqu'aux tarses. Le corps est charnu et volumineux, la poitrine large, l'abdomen bien développé et elle a une petite tête avec sourcils saillants ainsi qu'une petite crête à pois. Son tempérament est doux.
Les poulets sont de croissance relativement lente. C'est une pondeuse d'hiver. Les œufs sont relativement petits pour une race d'une telle taille.
Il existe également un type de poule brahma naine. Elle est alors souvent considérée comme poule d'ornement.

### But de l'élevage

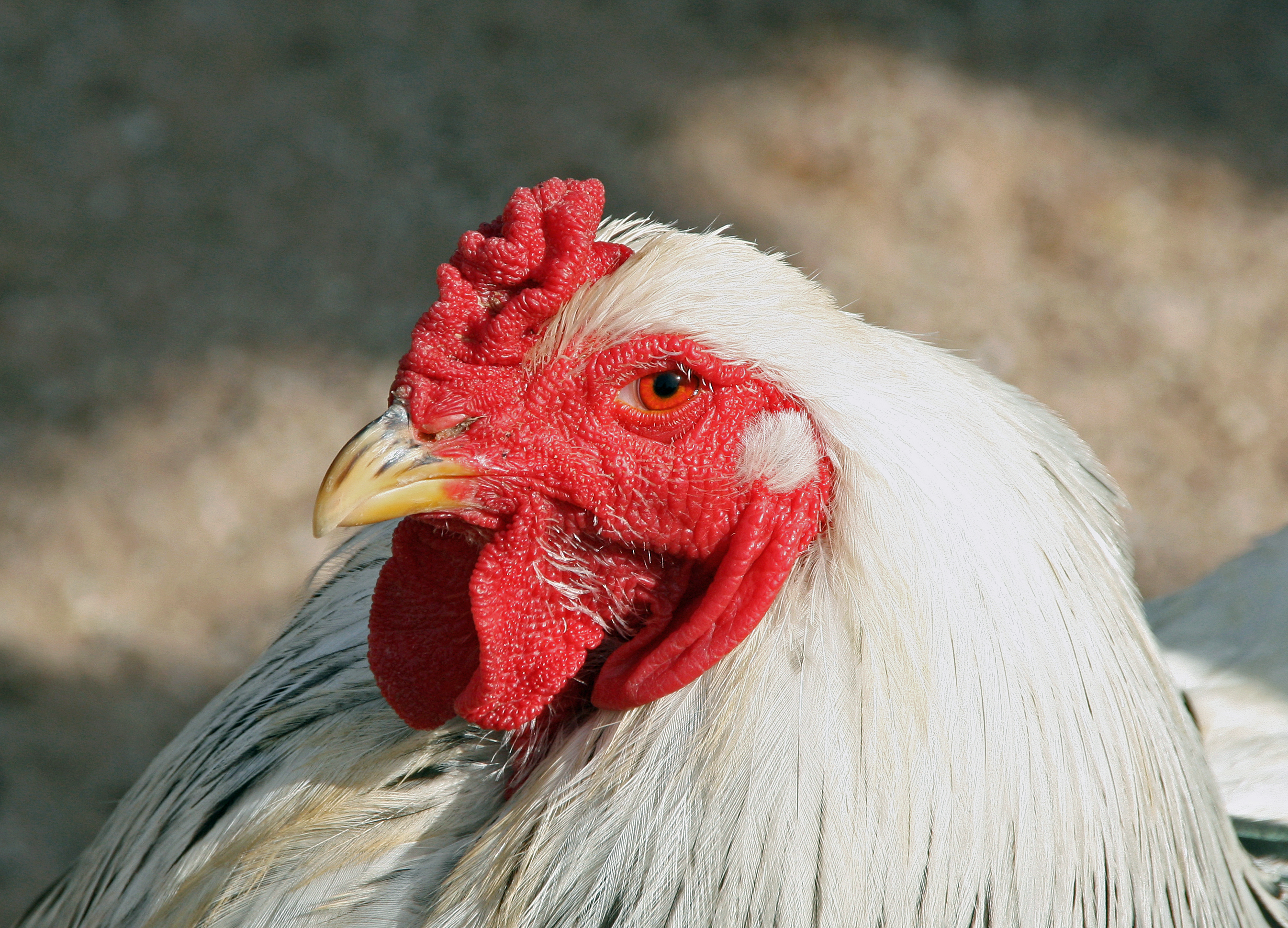
Tête caractéristique de brahma

La sélection a pour but d'obtenir une poule de grande taille, bien fournie en chair. La brahma est une volaille très rustique, docile, facile à élever, s'adaptant bien à tous les climats, mais elle se montre plus fragile face aux grandes chaleurs à cause de son plumage. C'est une grosse mangeuse peu habile à chercher seule sa nourriture, elle s'habitue donc bien à la claustration. Même si sa croissance n'est pas des plus rapides, et si sa ponte n'est pas exceptionnelle, la brahma est une race prisée par de nombreux éleveurs qui aiment les grosses poules. Par des croisements, elle a contribué à la création de nombreuses races françaises.

### Origine
C'est une volaille géante d'origine asiatique, sélectionnée aux États-Unis à partir de la cochin auquel du sang de combattant malais a été ajouté, donnant cette « tête de rapace » caractéristique. Elle fut importée en Europe occidentale vers 1850. Elle est reconnue parmi les 108 races de poule du British Poultry Standard.

### Standard officiel
- Crête : crête à pois
- Oreillons : rouges
- Couleur des yeux : rouge orangé
- Couleur des tarses : jaune
- Variétés de plumage : Blanc, bleu, noir, coucou, blanc herminé noir, blanc herminé bleu, fauve herminé noir, fauve herminé bleu, perdrix doré maillé, perdrix argenté maillé, perdrix gris perle argenté maillé, perdrix bleu doré maillé, perdrix gris perle doré clair maillé, perdrix bleu argenté maillé, perdrix bleu argenté maillé à épaules rouges, noir à camail argenté et poitrine liserée, noir à camail doré et poitrine liserée.

Grande race :
- Masse idéale : Coq : 3,5 à 5 kg et plus ; Poule : 3 à 4,5 kg et plus
- Œufs à couver : min. 55 g, coquille jaune à brun-rouge
- Diamètre des bagues : Coq : 27 mm ; Poule : 24 mm

Naine :
- Masse idéale : Coq : 1,2 kg ; Poule : 1 kg
- Œufs à couver : min. 35 g, coquille brun clair
- Diamètre des bagues : Coq : 18 mm ; Poule : 16 mm

## Galerie photos

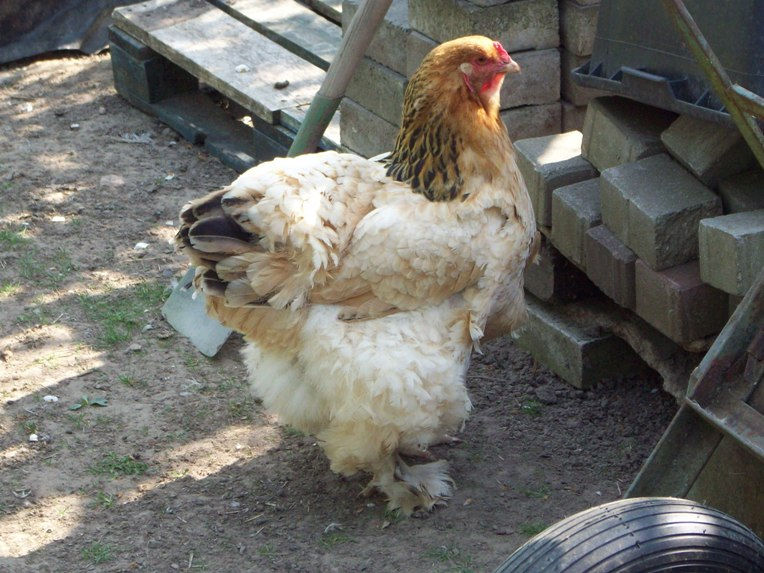
Poule Brahma fauve herminé noir
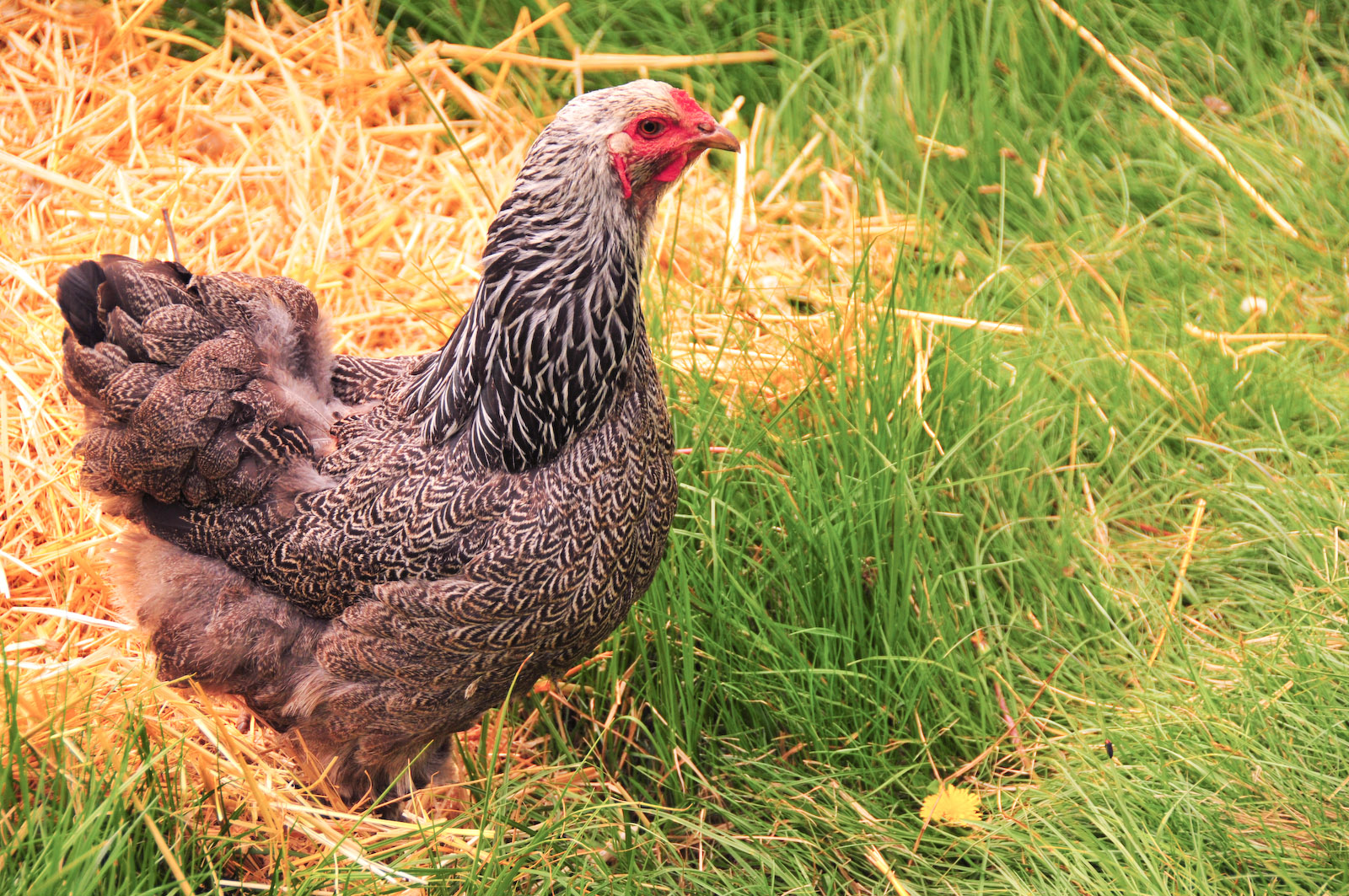
Poule Brahma perdrix argenté maillé
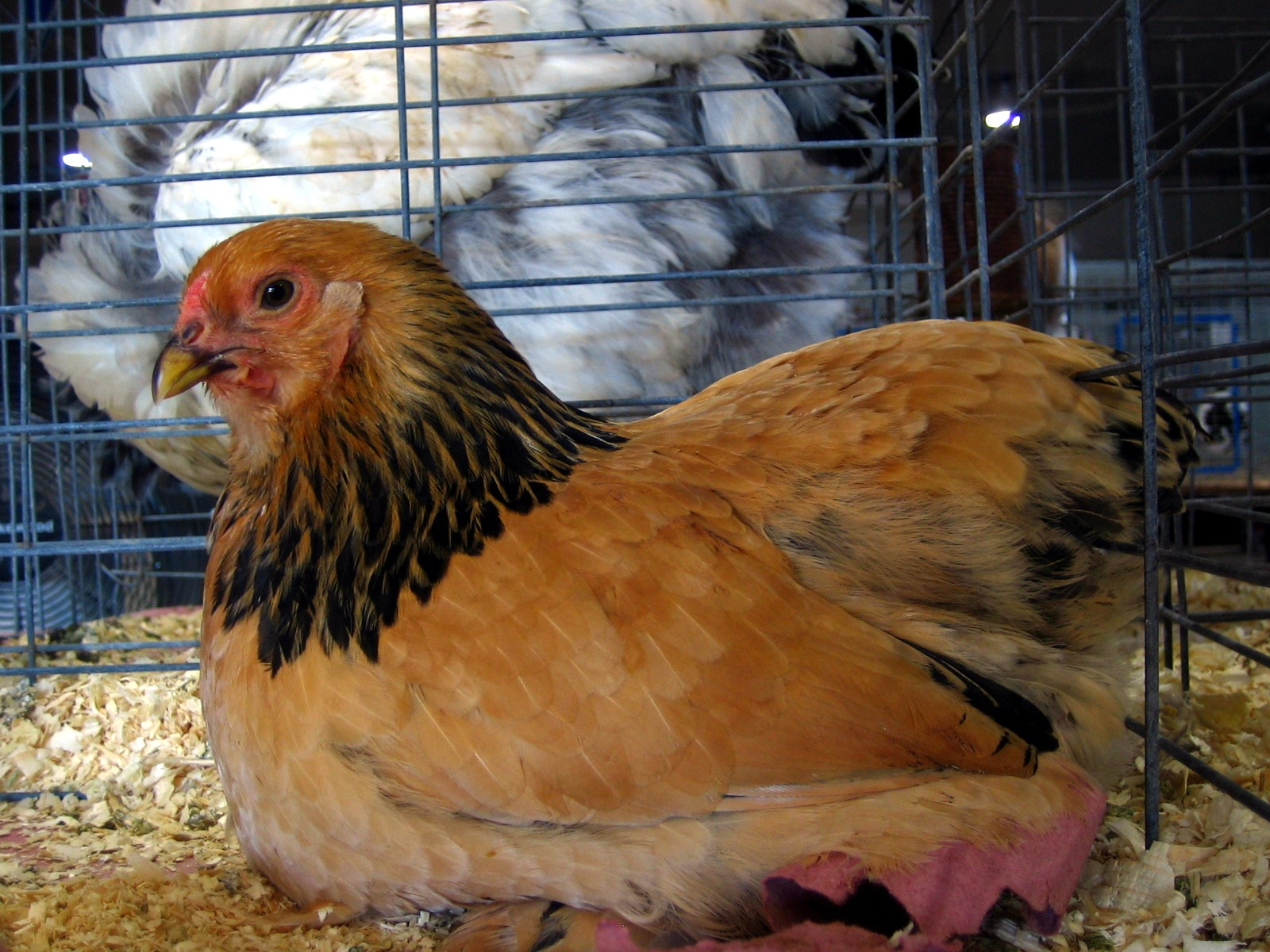
Poule Brahma naine fauve herminé noir
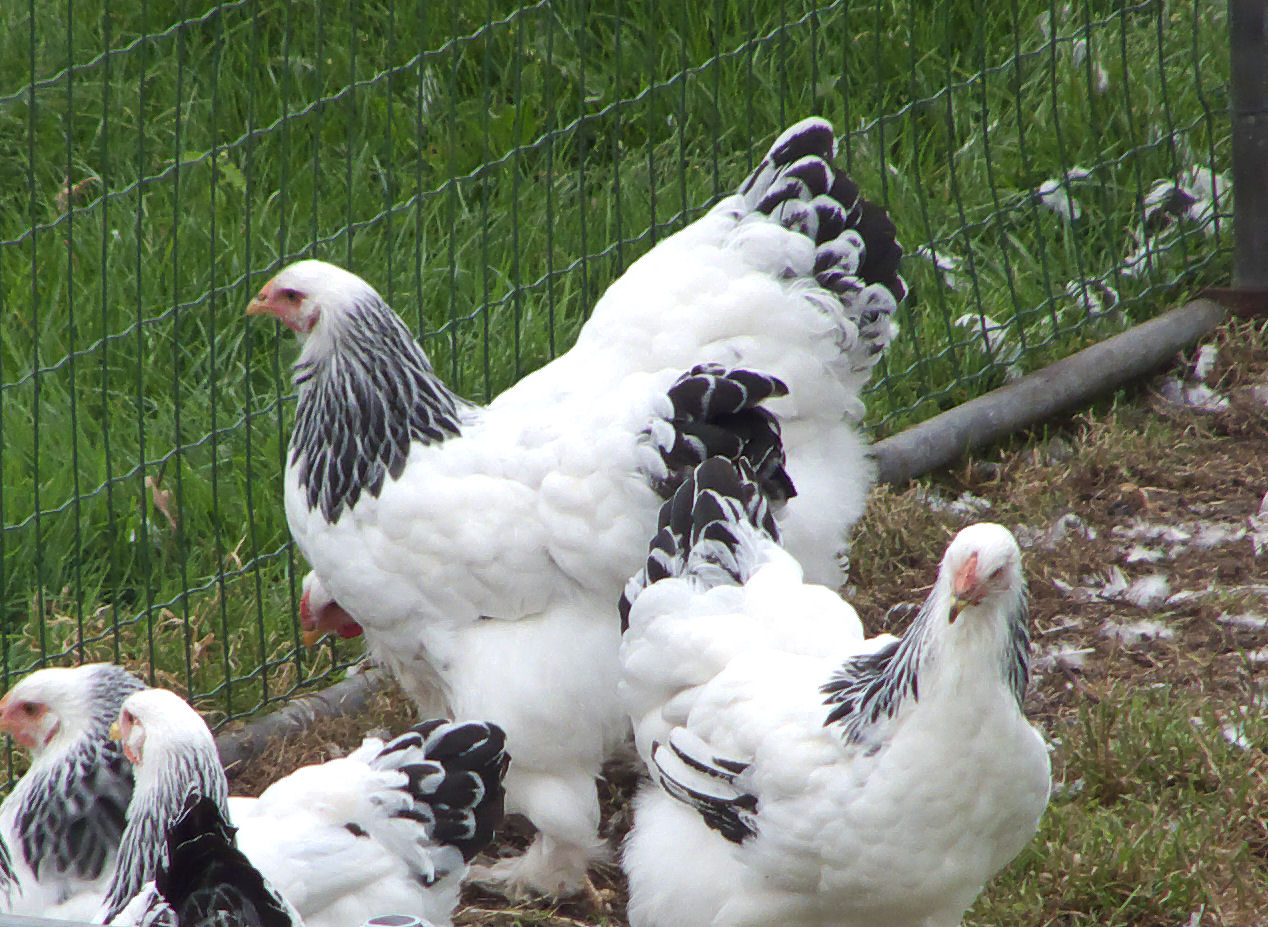
Poules Brahma blanc herminé noir
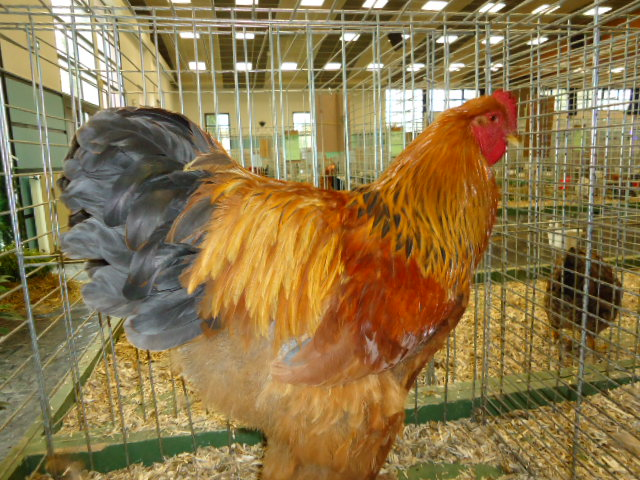
Coq Brahma fauve herminé bleu
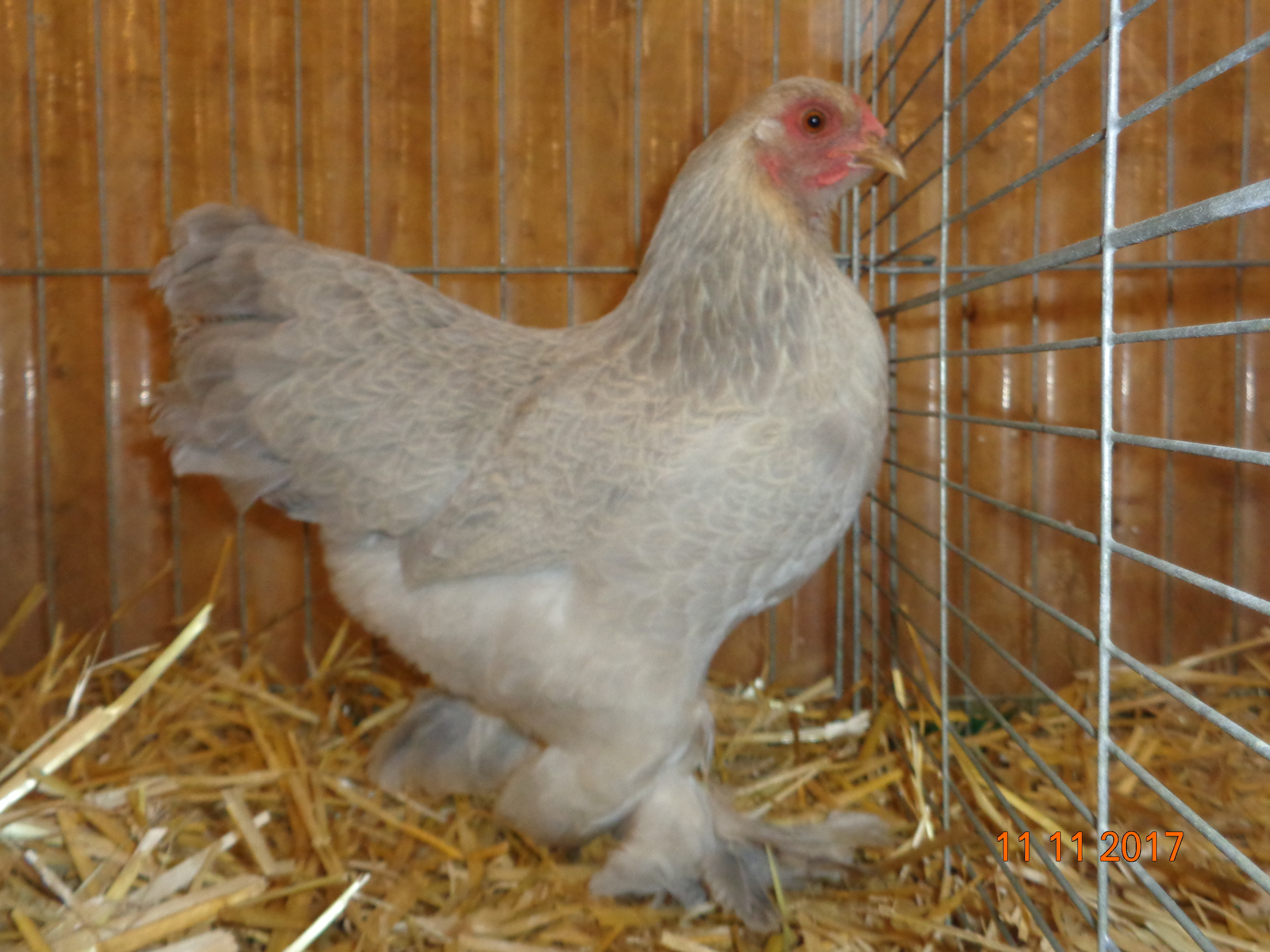
Poule Brahma naine perdrix gris perle doré clair maillé

## Sources
- Le Standard officiel des volailles (Poules, oies, dindons, canards et pintades), édité par la Société centrale d'aviculture de France.